# Веселов, Алексей Петрович
Алексей Петрович Веселов (30.03.1906 — 1989) — советский инженер, лауреат Сталинской премии (1951).
После окончания ГЭМИКШ (1927) короткое время работал на Ленинградском заводе «Электросила».
С 1928 года на Московском трансформаторном заводе: инженер, руководитель группы.
В августе 1946 г. переведён в Специальное конструкторское бюро (СКБ), организованное при МТЗ для развёртывания работ по ускорителям, на должность старшего инженера технического отдела Бюро специальных трансформаторов.
Сталинская премия второй степени 1951 года за участие в разработке проекта, изготовлении оборудования и пуске синхротрона (Сталинские премии по Постановлению СМ СССР № 4964-2148сс/оп (06.12.1951).
Также получил именную премию за разработку и внедрение усовершенствованных конструкций трансформаторов для питания ртутных выпрямителей и разработку серии трансформаторов для электропечей.